# Gilles Doiron
Pour les articles homonymes, voir Doiron.
Gilles Doiron, né le 21 janvier 1986 à Saint John (Nouveau-Brunswick), est un réalisateur, directeur de la photographie et producteur canadien. Il est connu pour ses courts métrages Pour être heureux et Phil dans l’sable, ses longs métrages Pour mieux t’aimer et Le prince de l’Acadie, ses vidéoclips, et sa production de plusieurs émissions de télévision incluant Sexe + Techno, Le Dernier Chant de la baleine et Garde Partagée.
Doiron est souvent à la fois le réalisateur, le directeur de la photographie et le producteur de ses œuvres. Son long métrage, Le prince de l’Acadie, est nommé pour un prix Gémeaux en meilleure réalisation - documentaire unique, et ses œuvres cinématographiques a été récompensé par divers prix de festivals de films.
Il habite à Moncton au Nouveau-Brunswick.

## Biographie
Gilles Doiron est né le 21 janvier 1986 à Saint John, Nouveau-Brunswick. Sa famille emménage à Dieppe, où il développe un intérêt pour la production cinématographique à l'adolescence.
Son travail après l’école dans un aréna local consistait à filmer des patineurs artistiques tout en pratiquant leurs routines. Ses vidéos ont été utilisées pour analyser leur technique et rechercher des domaines à améliorer. Cela a donné à Doiron l’occasion d’apprendre les concepts de base du cinéma et son intérêt pour la cinématographie a grandi.

### Formation
Après ses études secondaires à la Polyvalente Mathieu-Martin à Dieppe, Doiron part pour étudier le cinématographie à la Toronto Film School. Il obtient un diplôme de production cinématographique avec distinction en 2007. À Toronto, Doiron travaille sur plusieurs projets pour acquérir de l'expérience et commence à se spécialiser en tant que réalisateur et directeur de la photographie.
En 2019, Doiron participe à la classe de maître de l’American Society of Cinematographers à Hollywood, en Californie.

### Carrière
Il passe un an à Montréal, Québec travaillant pour Tape It Up Productions. Fort de cette expérience, combinée aux connaissances acquises à Toronto, Doiron prend la décision de retourner au Nouveau-Brunswick et de consacrer ses efforts à la croissance de l'industrie cinématographique locale. Ses premiers efforts ont été de parcourir la province du Nouveau-Brunswick pour donner des ateliers de cinéma dans les écoles. Ces ateliers ont non seulement fourni un aperçu du potentiel de cette industrie pour les jeunes participants, mais ont également aidé Doiron à perfectionner ses compétences.
En 2010, deux courts métrages de Doiron ont été reconnus. Réforme, réalisé en collaboration avec Pascal Leo Cormier, dans le cadre d’une des activités parallèles du Festival international du cinéma francophone en Acadie (FICFA), a remporté le Prix du Ciné-parc dans la catégorie Arts médiatiques et Pour être heureux a remporté le prix du meilleur court métrage à l’Acadie Underground.
Doiron s'est associé aux frères Jean-Marc Goguen et Martin Goguen de Botsford Productions, Moncton en 2011 pour la production de longs métrages et de séries télévisées.
Botsford Productions travaillent, en 2012, avec une classe entrepreneurial de 8e année de l'École Soleil Levant de Richibuctou, N.-B., pour produire un long métrage intitulé Orphelins à temps partiel, une pièce de théâtre écrite par Luc Boulanger. Orphelins à temps partiel a été reconnu en sélection officielle au FIFCA.
En 2012, le court métrage La Spare part  remporte un prix du Silverwave Film Festival dans la catégorie Meilleur court métrage francophone et la vidéoclip George Belliveau - Live au Rocking Rodeo a été nommée pour le DVD de l’année à l'ECMAs (East Coast Music Awards). Cette vidéoclip a remporté le DVD de l'année à MusicNB l'année précédente en 2011.
Dans le cadre d’un projet impliquant des jeunes de partout au Nouveau-Brunswick, Botsford Productions développent et écrivent le scénario du long métrage Aller-retour. En 2012, la licence de diffusion de ce film a été vendue à la Société Radio-Canada. Le film remporte des prix dans divers festivals.
Doiron accepte en 2012, une invitation à représenter l’Acadie au Festival Off-courts de Trouville-sur-Mer, en Normandie. En 48 heures, le court-métrage Kino, Phil dans l’sable  a été conceptualisé, tourné et monté avec Doiron à la réalisation. Cette œuvre remporte à Doiron une nomination pour un  prix Éloizes 2014  dans la catégorie de l’artiste de l’année en arts médiatiques avec l’Association acadienne des artistes professionnel.le.s du Nouveau-Brunswick (AAAPNB),.
En 2013, Doiron est élu comme représentant des arts médiatiques au sein de l’Association acadienne des artistes professionnel.le.s du Nouveau-Brunswick (AAAPNB). Il réalise un court métrage, La formation d'Edmond, écrit par Julie Pelletier, qui lui vaut une nomination pour le Prix la Vague au  FICFA en 2014 dans la catégorie de Meilleure œuvre Canadienne court-métrage.
La société de production vidéo, Botsford Bros est fondée en 2015 par Doiron et Martin Goguen. Grâce à leur expertise combinée dans les domaines de la production, de la direction photo, du montage et de la post-production, ainsi que de l'éducation des autres dans le métier en partageant leurs connaissances et leur expertise, leur objectif est de contribuer à l'avancement de l'industrie cinématographique au Nouveau-Brunswick.
Doiron et Denise Bouchard, ont réalisé ensemble le court métrage Bascule en 2016, et le film Pour mieux t’aimer en 2019. Le film, Pour mieux t’aimer, mettant en vedette Donat Lacroix, Pascal Lejeune et Pierre Guy Blanchard, a remporté le prix de la meilleure œuvre acadienne (FIFCA) et en 2020, le Prix spécial du jury pour le long métrage narratif au Goujon Caille: Spotted Catfish Cinema on the Bayou.
En 2019, Doiron a produit et coréalisé le documentaire Le prince de l'Acadie avec Julien Robichaud. Le long métrage documentaire voyage de la Nouvelle-Zélande à Londres, en passant par Los Angeles et l'Île-du-Prince-Édouard, à la rencontre des Acadiens vivant à l'étranger et par leurs discussions, de déterminer la définition de l'Acadie d'aujourd'hui.Le prince de l'Acadie est en nomination pour un prix Gémeaux en meilleure réalisation - documentaire unique en 2020.
Le court métrage Rule: Le Vigilante By-law Enforcer Story, produits lors de la 32e édition du FICFA en 2018 est présenté dans le cadre du volet Talent tout court de Téléfilm Canada et représenté l’Acadie au Marché Du film du Festival de Cannes en 2019. Le court métrage a été réalisé pour l'évènement Objectifs Obliques selon plusieurs contraintes : un thème tiré au sort, un budget de 500 $ et un temps limité.
En 2020, sous la bannière de Botsford Media, Doiron s'est associé à Marc Savoie, Marcel Gallant, et Chris Goguen. Avec une expertise, un savoir-faire et une expérience combinés accrus, cette nouvelle entreprise suit l'élan vertical de Botsford Bros. dans le but de s'imposer comme un producteur de cinéma et de télévision de premier plan au Nouveau-Brunswick. En 2020, l'entreprise a produit deux séries télévisées, Comme dans l'espace et Sexe +Techno. Deux nouvelles séries télévisées Les quatre coins de l'assiette, Garde partagée et le long métrage Le Dernier Chant de la baleine, coréalisé avec Julien Robichaud, ont été lancés en 2022.

## Filmographie

### Réalisateur

#### Court-métrage
- 2010 Réforme
- 2010 Pour être heureux
- 2012 La spare part
- 2012 Phil dans l’sable
- 2014 La formation d’Edmond
- 2015 All Doors Locked
- 2015 Inspirés
- 2016 Bascule (coréalisé avec Denise Bouchard)
- 2019 RULE: Le Vigilante By-law Enforcer Story

#### Long métrage
- 2011 Orphelins à temps partiel
- 2013 Aller-retour
- 2019 Pour mieux t’aimer (coréalisé avec Denise Bouchard)

#### Télévision
- 2015 Petit pas va loin
- 2016 Acadie à Lorient
- 2019 Le prince de l’Acadie
- 2021 Sexe + Techno
- 2022 Le Dernier Chant de la baleine (coréalisé avec Julien Robichaud)

#### Videoclips
- 2011 George Belliveau Live au Rockin’ Rodeo
- 2016 Joseph Edgar - Braises d’été

#### Œuvres commerciales
- 2016 Histoire d’espoir (4 × 30 s) - Fondation ChuDumont
- 2016 ASD Atlantic (60 s)
- 2016 Dieppe Trails (12 × 15 s) - Ville de Dieppe
- 2016 Downtown Moncton (90 s, 30 s)
- 2016 NBCC recruitment (10 × 15 s)
- 2016 NB Cancer network (4 × 30 s) - Apropos Marketing
- 2016 East Coast Dental Center (60 s, 30 s)
- 2016 MLT (4 × 30 s) - Razor Creative
- 2016 CBDC 25years (30 s)
- 2016 Construction modulaire (60 s, 30 s) - Maisons Suprêmes
- 2016 AFPNB (4 × 30 s) - AFPNB
- 2017 Centre Aquatique Dieppe (60 s, 30 s)
- 2017 C.U.P.E. (4 × 60 s)
- 2017 U de M (3 × 60 s) - Université de Moncton
- 2017 CHUDumont Foundation (30 s)
- 2019 CMA 2019 (6 × 60 s)
- 2020 C.U.P.E. Lockout (2 × 30 s)
- 2020 ONB Welcome home (4 × 20 s, 30 s, 60 s)

### Scénariste

#### Court-métrage
- 2010 Pour être heureux
- 2012 La spare part

#### Videoclips
- 2011 George Belliveau Live au Rockin’ Rodeo
- 2016 Joseph Edgar - Braises d’été

### Directeur de la photographie

#### Court-métrage
- 2010 Pour être heureux
- 2012 La spare part
- 2015 Inspirés
- 2016 Bascule
- 2019 RULE: Le Vigilante By-law Enforcer Story
- 2020 Maraudeurs

#### Long métrage
- 2013 Aller-retour
- 2019 Pour mieux t’aimer

#### Télévision
- 2015 Petit pas va loin
- 2016 Acadie à Lorient
- 2016 On à bâti une cathédrale
- 2016 Venetia 1500
- 2016 Acadie à Lorient
- 2019 Le prince de l’Acadie
- 2021 Sexe + Techno
- 2022 Le Dernier Chant de la baleine

#### Videoclips
- 2011 George Belliveau Live au Rockin’ Rodeo
- 2016 Joseph Edgar - Braises d’été

#### Œuvres commerciales
- 2016 Histoire d’espoir (4 × 30 s) - Fondation ChuDumont
- 2016 ASD Atlantic (60 s)
- 2016 Dieppe Trails (12 × 15 s) - Ville de Dieppe
- 2016 Downtown Moncton (90 s, 30 s)
- 2016 NBCC recruitment (10 × 15 s)
- 2016 NB Cancer network (4 × 30 s) - Apropos Marketing
- 2016 East Coast Dental Center (60 s, 30 s)
- 2016 MLT (4 × 30 s) - Razor Creative
- 2016 CBDC 25years (30 s)
- 2016 Construction modulaire (60 s, 30 s) - Maisons Suprêmes
- 2016 AFPNB (4 × 30 s)
- 2017 Centre Aquatique Dieppe (60 s, 30 s)
- 2017 C.U.P.E. (4 × 60 s)
- 2017 U de M (3 × 60 s) - Université de Moncton
- 2017 CHUDumont Foundation (30 s)
- 2019 CMA 2019 (6 × 60 s)
- 2020 C.U.P.E. Lockout (2 × 30 s)
- 2020 ONB Welcome home (4 × 20 s, 30 s, 60 s)

### Producteur

#### Court-métrage
- 2016 Bascule
- 2019 RULE: Le Vigilante By-law Enforcer Story
- 2020 Maraudeurs

#### Long métrage
- 2019 Pour mieux t’aimer

#### Télévision
- 2019 Le prince de l’Acadie
- 2020 Comme dans l'espace
- 2021 Sexe + Techno
- 2021 Ça fait la job : producteur executif
- 2022 Le Dernier Chant de la baleine
- 2022 Garde Partagée : producteur executif

#### Videoclips
- 2016 Joseph Edgar - Braises d’été

#### Œuvres commerciales
- 2016 Histoire d’espoir (4 × 30 s) - Fondation ChuDumont
- 2016 ASD Atlantic (60 s)
- 2016 Dieppe Trails (12 × 15 s) - Ville de Dieppe
- 2016 Downtown Moncton (90 s, 30 s)
- 2017 Centre Aquatique Dieppe (60 s, 30 s)
- 2017 C.U.P.E. (4 × 60 s)
- 2017 U de M (3 × 60 s) - Université de Moncton
- 2017 CHUDumont Foundation (30 s)
- 2019 CMA 2019 (6 × 60 s)
- 2020 C.U.P.E. Lockout (2 × 30 s)
- 2020 ONB Welcome home (4 × 20 s, 30 s, 60 s)

### Autres

#### Long métrage
- 2016 La Gang des hors-la-loi: chef électricien

#### Télévision
- Le Clan 1 : électricien
- 2016 Sprint au Flétan : cadreur
- 2016 Acadie Rock : cadreur
- 2017 À la valdrague : chef électricien
- 2017 Le Siège : électricien
- 2018 Conséquences : chef électricien
- 2019 Les Newbies : chef électricien
- 2020 Comme dans l'espace : chef électricien
- 2020 Le Grand Ménage des fêtes : chef électricien

#### Videoclips
- 2016 I want crazy avec Hunter Hayes: best boy grip

## Distinctions

### Prix
- FICFA 2010 : Prix du Ciné Parc du volet Arts médiatique pour Réforme
- FICFA 2010 : Acadie Underground Meilleur court-métrage pour Pour être heureux
- MusicNB 2011 : DVD de l’année pour George Belliveau Live au Rocking Rodeo
- FICFA 2012 : Sélection officielle de longs métrages pour Orphelins à temps partiel
- Silver Wave Festival 2012 : Meilleur court métrage francophone pour La spare part
- "Aller-retour"
  -  FICFA 2013 : Prix la Vague Léonard-Forest & AOC/ONF Meilleure oeuvre Acadienne
  - Festival des films Cinéma on the Bayou 2013 : Prix d’inspiration
  - Silver Wave Festival 2014 : Meilleur court métrage francophone
- Cannes Telefilm Not Short on Talent 2015 : Sélection officielle pour All Doors Locked
- Cannes Telefilm Not Short on Talent 2019 : Sélection officielle pour Rule: A Vigilante By-Law Enforcer Story
- Pour mieux t’aimer
  - FICFA 2019 : Meilleure œuvre Acadienne
  - Los Angeles Independent Film Festival Awards (LAIFFA) 2019 : Meilleure cinématographie
  - LAIFFA 2019 : Best Feature All Genre
  - LAIFFA 2019 : Best Trailer Promo
  - LAFA 2019 : Best Indie Award
  - Festival des films Cinéma on the Bayou 2020: Special Jury Award for Narrative Feature
  - Festival des films Cinéma on the Bayou 2020 : Special Jury Award
  - Festival des films Cinéma on the Bayou 2020 : Louisiane-Acadie Award
  - FIN Atlantic International Film Festival 2020 : Sélection officielle
- Le prince de l’Acadie
  - Charlottetown Film Festival 2019 : Sélection officielle
  - Festival des films Cinéma on the Bayou 2020 : Sélection officielle

### Nominations
- ECMA 2012 : DVD de l’année pour George Belliveau Live au Rockin’ Rodeo
- Prix Éloizes 2014 : Artiste de l'année en arts médiatiques pour Phil dans l’sable
- FICFA 2014 : Prix la Vague - Meilleure oeuvre Canadienne court-métrage pour La formation d’Edmond
- Prix Gémeaux 2020 : Meilleure réalisation - documentaire unique pour * Le prince de l’Acadie